# Большие Полянки
Большие Полянки — село в Алексеевском районе Татарстана. Административный центр Большеполянского сельского поселения.

## География
Находится в западной части Татарстана, при автодороге республиканского значения 16К-0203 (Билярский тракт)  на расстоянии приблизительно 27 км по прямой на юго-юго-восток от районного центра Алексеевское.

## История
Основано в первой половине XVIII века. В 1868 году была построена Спасская церковь, позже было основано земское училище.

## Население
Постоянных жителей было: в 1782 году — 55 душ мужского пола, в 1859 — 318, в 1897 — 406, в 1908 — 505, в 1920 — 415, в 1926 — 504, в 1938 — 399, в 1949 — 304, в 1970 — 515, в 1979 — 511, в 1989 — 465, в 2002 — 438 (русские 51 %), 426 — в 2010.

## Инфраструктура
Личное подсобное хозяйство с зоной сельскохозяйственного использования, индивидуальная застройка усадебного типа.
Основа экономики — сельское хозяйство.
Большеполянская средняя общеобразовательная школа. Алексеевский дом-интернат для престарелых и инвалидов.
Церковь Спаса Нерукотворного Образа

## Транспорт
Автобусное сообщение с райцентром. Остановка общественного транспорта «Большие Полянки». 